# Montée
I Montée sono un gruppo musicale norvegese fondato nel 2006 da Erlend Mokkelbost, Maya Vik e Anders Tjore.

## Carriera
I Montée hanno esordito nel 2009 con il loro album di debutto Isle of Now, che ha raggiunto la 34ª posizione nella classifica norvegese e che ha fruttato alla band un premio Spellemann, il principale riconoscimento musicale norvegese, per il miglior gruppo pop dell'anno. Sono stati candidati nella stessa categoria due anni dopo grazie al loro secondo album Rendition of You, che è diventato il loro maggior successo commerciale, arrivando fino al 5º posto nella classifica nazionale.

## Discografia

### Album in studio
- 2009 – Isle of Now
- 2011 – Rendition of You
- 2014 – Into the Fray

### Singoli
- 2009 – Say It Louder
- 2011 – Faith
- 2014 – You Need to Feel Love